# Dekanat borysowski I
Dekanat borysowski I – jeden z jedenastu dekanatów wchodzących w skład eparchii borysowskiej Egzarchatu Białoruskiego Patriarchatu Moskiewskiego.

## Parafie w dekanacie
- Parafia św. Jana Kronsztadzkiego w Borysowie
  - Cerkiew św. Jana Kronsztadzkiego w Borysowie
- Parafia Narodzenia Pańskiego w Borysowie
  - Cerkiew Narodzenia Pańskiego w Borysowie
- Parafia Świętej Trójcy w Borysowie
  - Cerkiew Świętej Trójcy w Borysowie
- Parafia św. Włodzimierza Wielkiego w Borysowie
  - Cerkiew św. Włodzimierza Wielkiego w Borysowie
- Parafia Zmartwychwstania Pańskiego w Borysowie
  - Sobór Zmartwychwstania Pańskiego w Borysowie
- Parafia Świętych Męczenników Królewskich w Józefowie
  - Cerkiew Świętych Męczenników Królewskich w Józefowie
- Parafia św. Michała Archanioła w Łosznicy
  - Cerkiew św. Michała Archanioła w Łosznicy
- Parafia św. Jana Kronsztadzkiego w Nowosadach (więzienna)
  - Cerkiew św. Jana Kronsztadzkiego w Nowosadach
- Parafia Narodzenia Najświętszej Maryi Panny w Oździąciczach
  - Cerkiew Narodzenia Najświętszej Maryi Panny w Oździąciczach
- Parafia Przemienienia Pańskiego w Wialąciczach
  - Cerkiew Przemienienia Pańskiego w Wialąciczach
- Parafia św. Mikołaja Cudotwórcy w Zaczyściu
  - Cerkiew św. Mikołaja Cudotwórcy w Zaczyściu
- Parafia Zaśnięcia Najświętszej Maryi Panny w Zorzyczach
  - Cerkiew Zaśnięcia Najświętszej Maryi Panny w Zorzyczach
- Parafia Narodzenia Najświętszej Maryi Panny w Żyćkowie
  - Cerkiew Narodzenia Najświętszej Maryi Panny w Żyćkowie

## Galeria

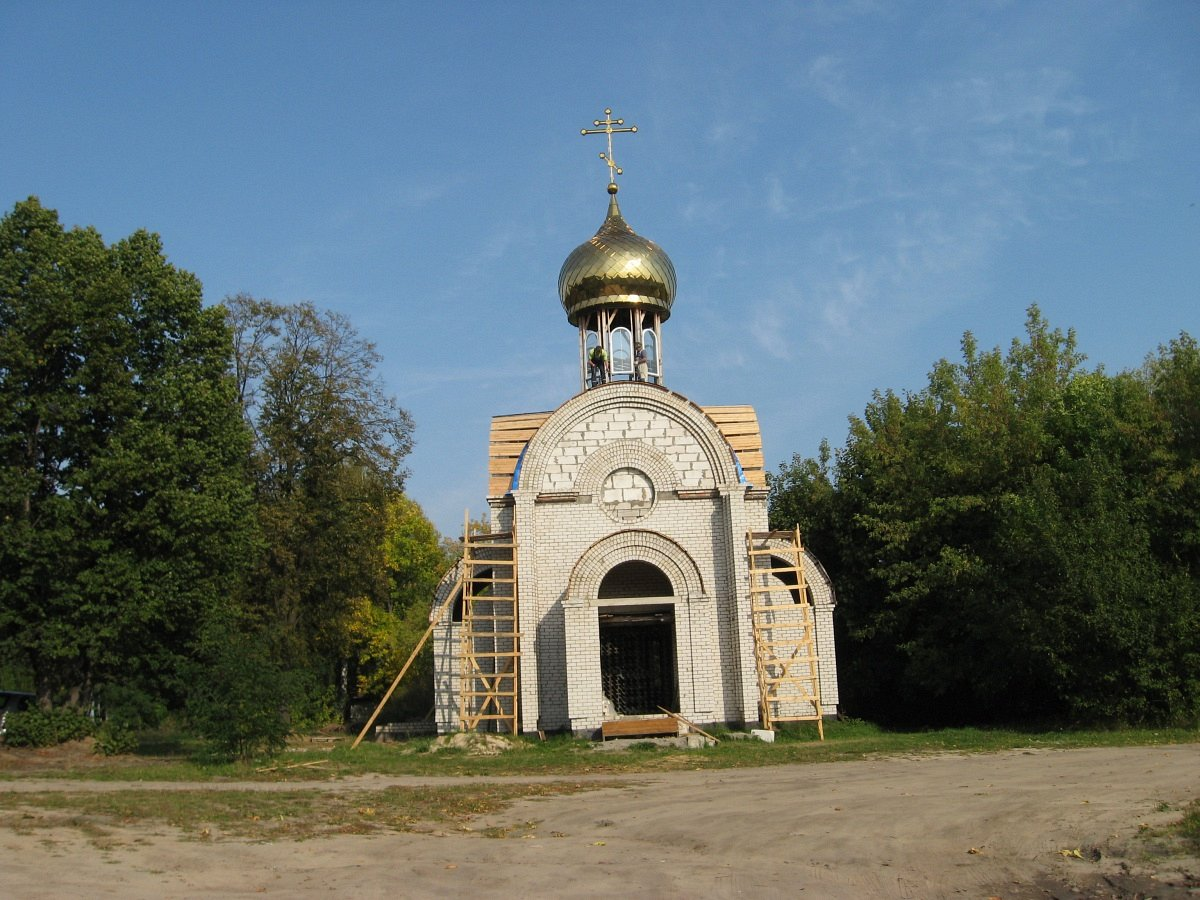
Cerkiew Świętej Trójcy w Borysowie
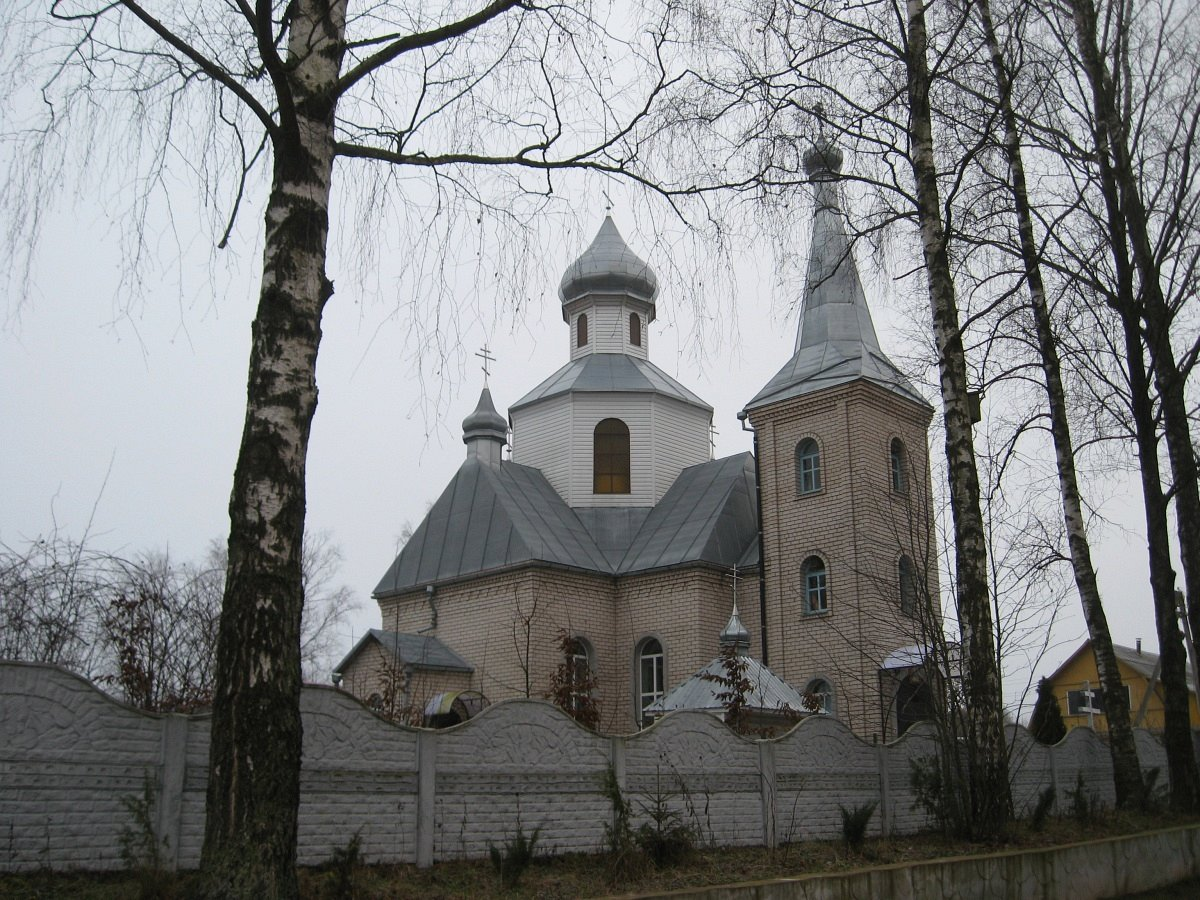
Cerkiew św. Michała Archanioła w Łosznicy
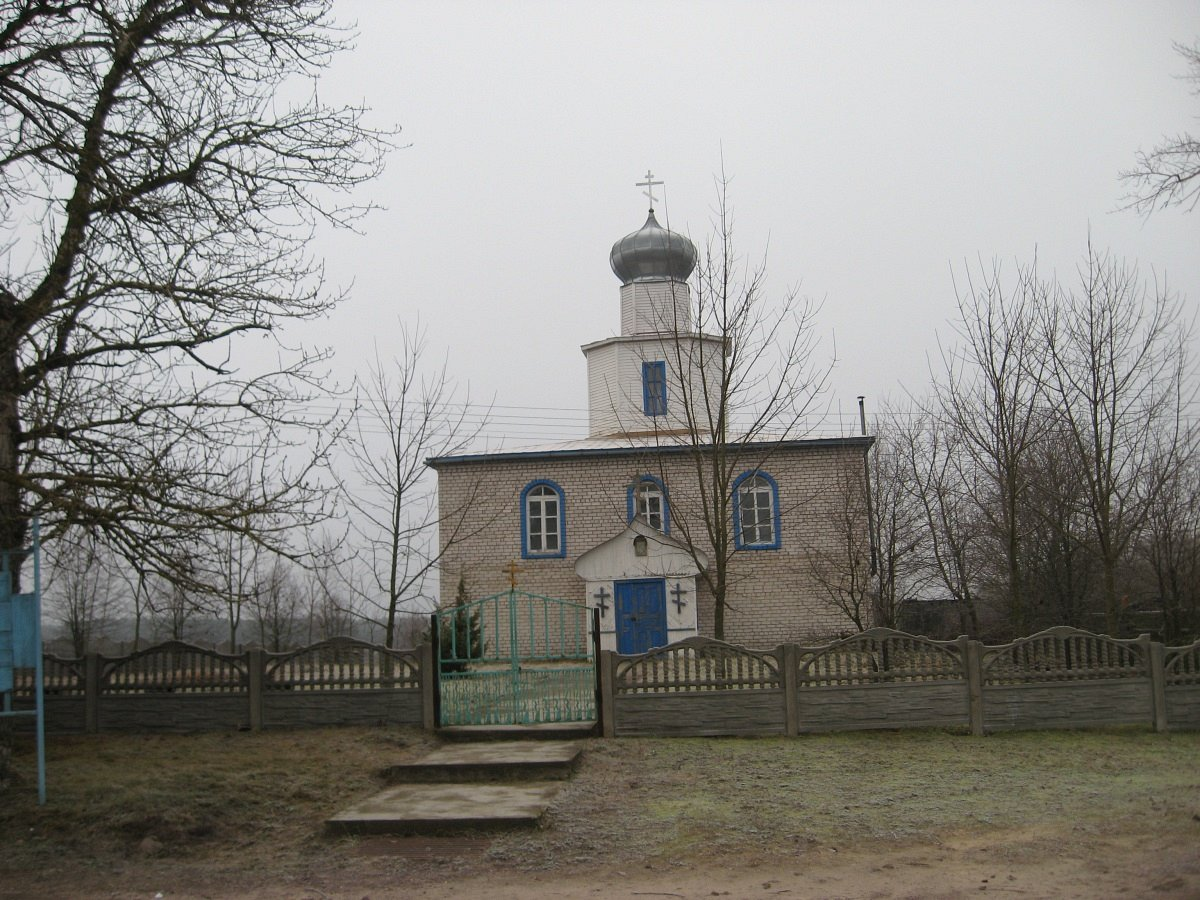
Cerkiew Przemienienia Pańskiego w Wialąciczach
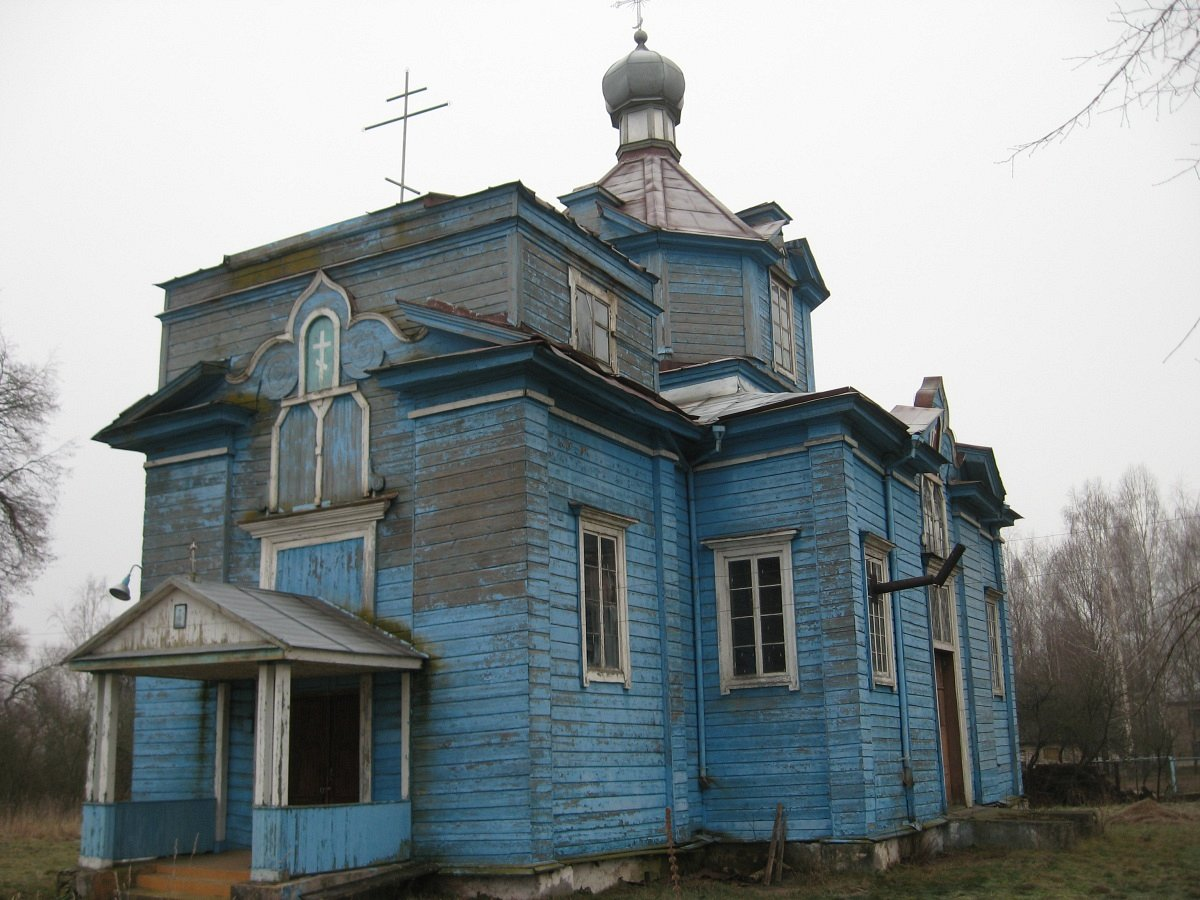
Cerkiew Zaśnięcia Najświętszej Maryi Panny w Zorzyczach